# Мужская сборная Нидерландских Антильских островов по софтболу
Мужская национальная сборная Нидерландских Антильских островов по софтболу — представляла Нидерландские Антильские острова на международных софтбольных соревнованиях до роспуска НАО в 2010.

## Результаты выступлений

### Чемпионаты мира
| Год        | Победы         | Поражения      | Место          |
| ---------- | -------------- | -------------- | -------------- |
| 1966—1980  | не участвовали | не участвовали | не участвовали |
| 1984       | 3              | 4              | 9              |
| 1988—н. в. | не участвовали | не участвовали | не участвовали |

### Панамериканские игры
| Год        | Победы         | Поражения      | Место          |
| ---------- | -------------- | -------------- | -------------- |
| 1979       | 1              | 6              | 6              |
| 1983       | 5              | 5              | 5              |
| 1987       | 1              | 8              | 10             |
| 1991       | 3              | 6              | 8              |
| 1995—н. в. | не участвовали | не участвовали | не участвовали |

### Панамериканские чемпионаты
| Год        | Победы         | Поражения      | Место          |
| ---------- | -------------- | -------------- | -------------- |
| 1981       | не участвовали | не участвовали | не участвовали |
| 1985       |                |                | 1              |
| 1989—н. в. | не участвовали | не участвовали | не участвовали |

### Игры Центральной Америки и Карибского бассейна
| Год        | Победы         | Поражения      | Место          |
| ---------- | -------------- | -------------- | -------------- |
| 1974       |                |                | ??             |
| 1978       |                |                | 1              |
| 1982       |                |                | ??             |
| 1986       |                |                | ??             |
| 1990       |                |                | ??             |
| 1993       |                |                | ??             |
| 1998—н. в. | не участвовали | не участвовали | не участвовали |